# Trichocentrum haematochilum
Trichocentrum haematochilum là một loài thực vật có hoa trong họ Lan. Loài này được (Lindl. & Paxton) M.W.Chase & N.H.Williams mô tả khoa học đầu tiên năm 2001.

## Hình ảnh

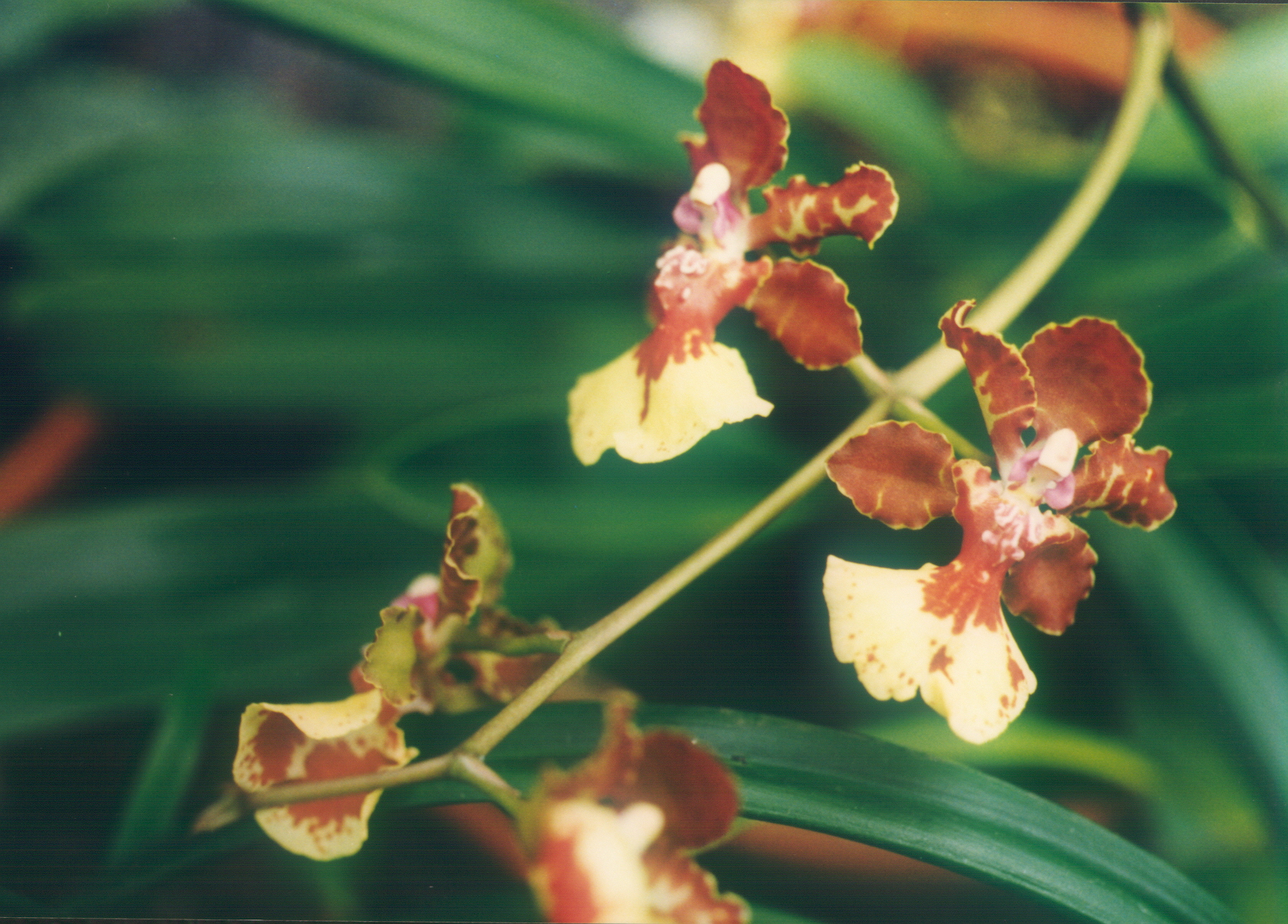
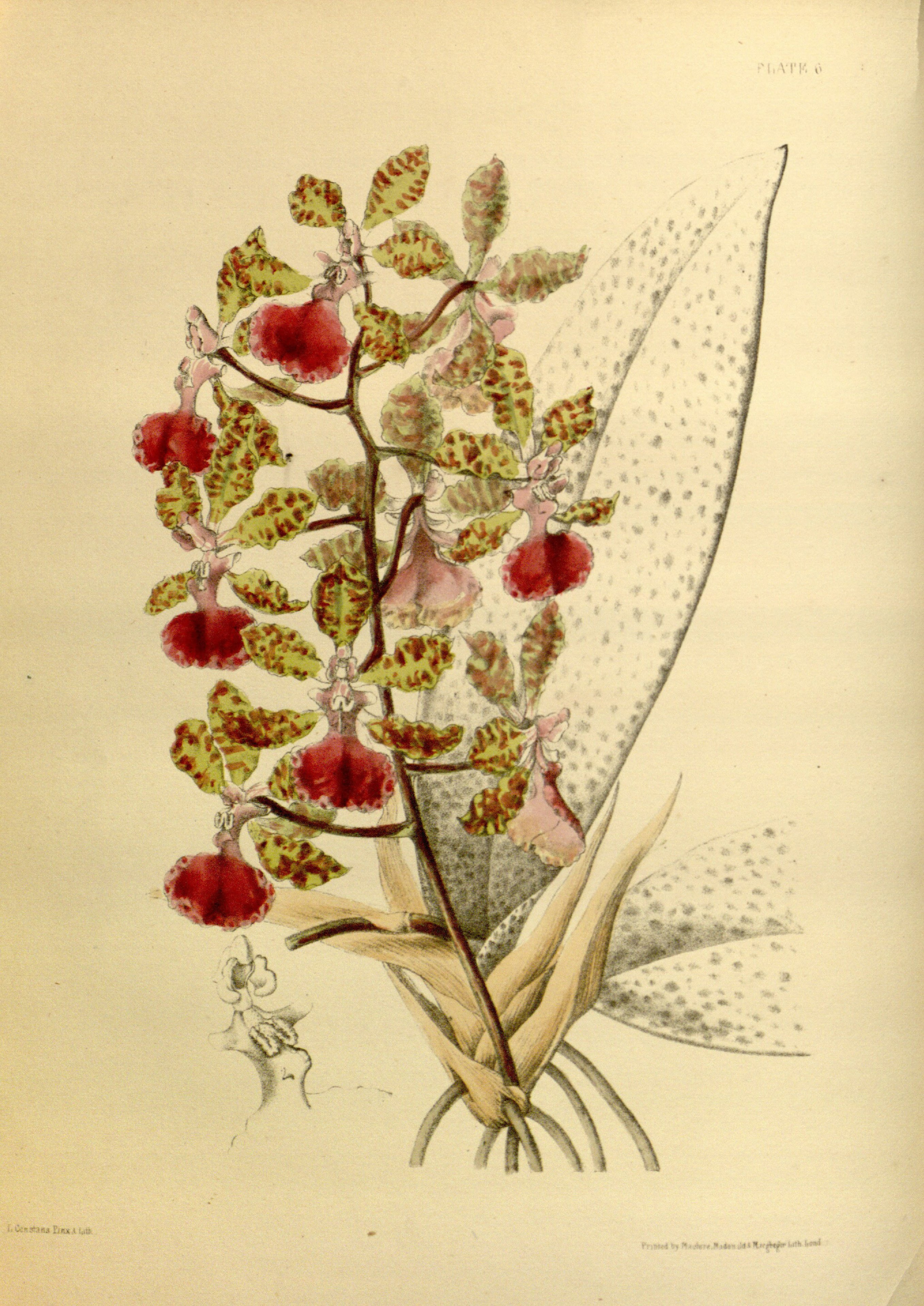
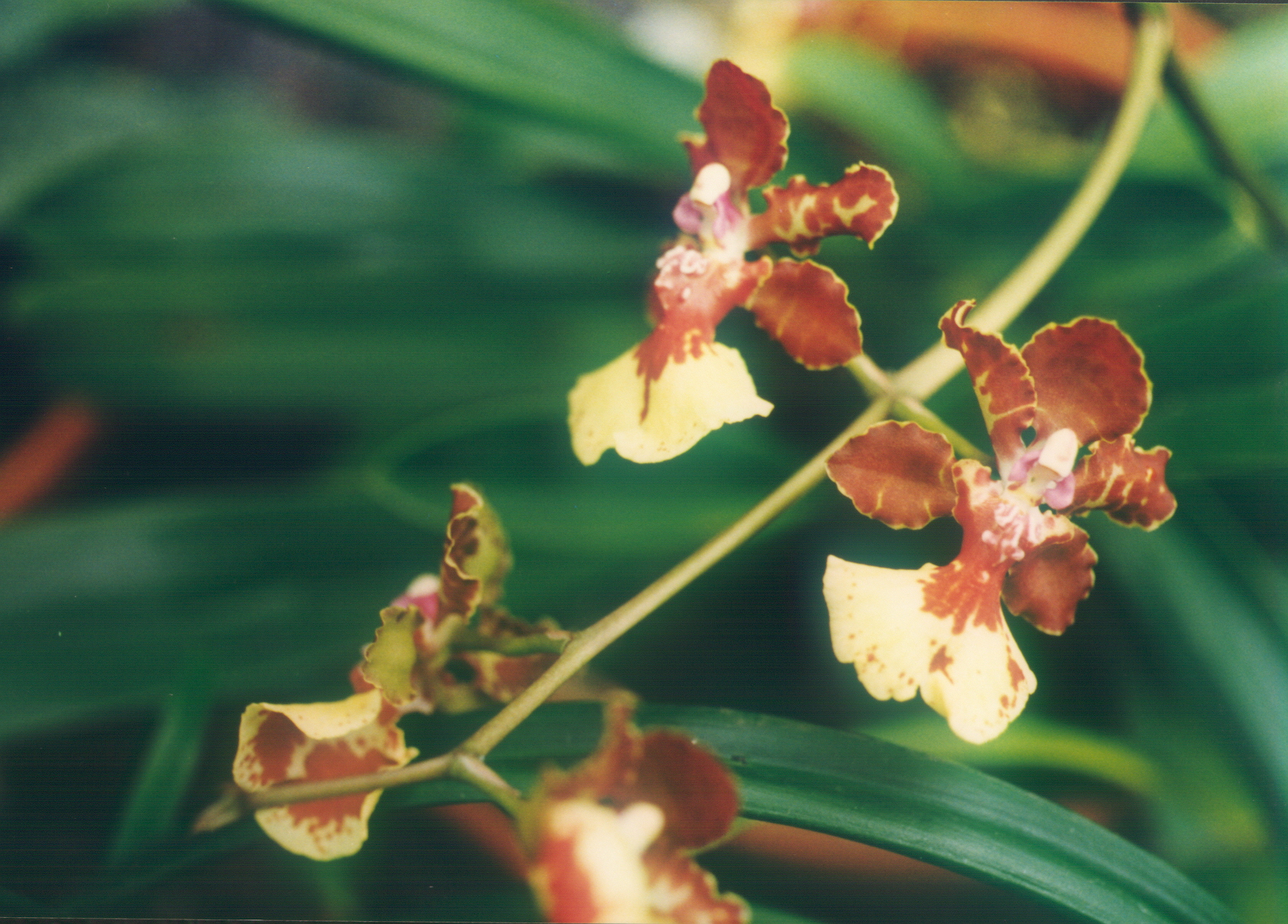